# Apanteles striatus
Apanteles striatus är en stekelart som beskrevs av Van Achterberg och Ng 2009. Apanteles striatus ingår i släktet Apanteles och familjen bracksteklar. Inga underarter finns listade i Catalogue of Life.